# Lamborghini (dal)
A Lamborghini a brit rapper, KSI debütáló kislemeze, amely 2015. március 23-án jelent meg digitális letöltésként, illetve streaming platformokon. Közreműködött rajta P Money. A dal producere DJ Turkish volt. A dal 30. helyig jutott a Brit kislemezlistán. 2015. március 25-én jelent meg egy videóklip a dalhoz.

## Teljesítménye
A dal 30. helyen debütált a Brit kislemezlistán, amellyel KSI tizenegyedik legsikeresebb kislemeze az Egyesült Királyságban. Összesen három hetet töltött a listán. Az R&B-listán hat hetet szerepelt, a legmagasabb pozíciója 7. volt. KSI a dal sikerére így reagált: "köszönet mindenkinek, aki meghallgatta a Lamborghini-t Spotify-on és megvette iTunes-on!!! Nem gondoltam azt se, hogy bekerülök a Top 40-be."

## Videóklip
A dal videóklipjét Jak X rendezte és Londonban forgatták 2015 februárjában. 2015. március 25-én jelent meg KSI YouTube csatornáján. Közel 120 millió megtekintéssel rendelkezik, a rapper legsikeresebb videója. KSI lila Lamborghini Aventador autója gyakran megjelenik a videóban.

## Közreműködő előadók
A Tidal adatai alapján.
- KSI – vokál, dalszerző
- P Money – vokál, dalszerző
- Sway – dalszerző
- DJ Turkish – producer, dalszerző

## Slágerlisták
| Slágerlista (2015)       | Legmagasabb pozíció |
| ------------------------ | ------------------- |
| Írország (IRMA)          | 61                  |
| Skócia (OCC)             | 28                  |
| Brit kislemezlista (OCC) | 30                  |
| Brit R&B-lista (OCC)     | 7                   |
| Brit Indie-lista (OCC)   | 2                   |

## Kiadások
| Régió       | Dátum             | Formátum(ok)                     | Kiadó  | For.   |
| ----------- | ----------------- | -------------------------------- | ------ | ------ |
| Világszerte | 2015. március 23. | - digitális letöltés - streaming | Dcypha | [ 14 ] |